# HMS Prince of Wales (1860)
La HMS Prince of Wales era un vascello di prima classe a tre ponti da 121 cannoni della Royal Navy, costruito tra gli anni quaranta e anni sessanta del XIX secolo, e rimasta in servizio come nave scuola con il nome di HMS Britannia fino al 1909.

## Storia

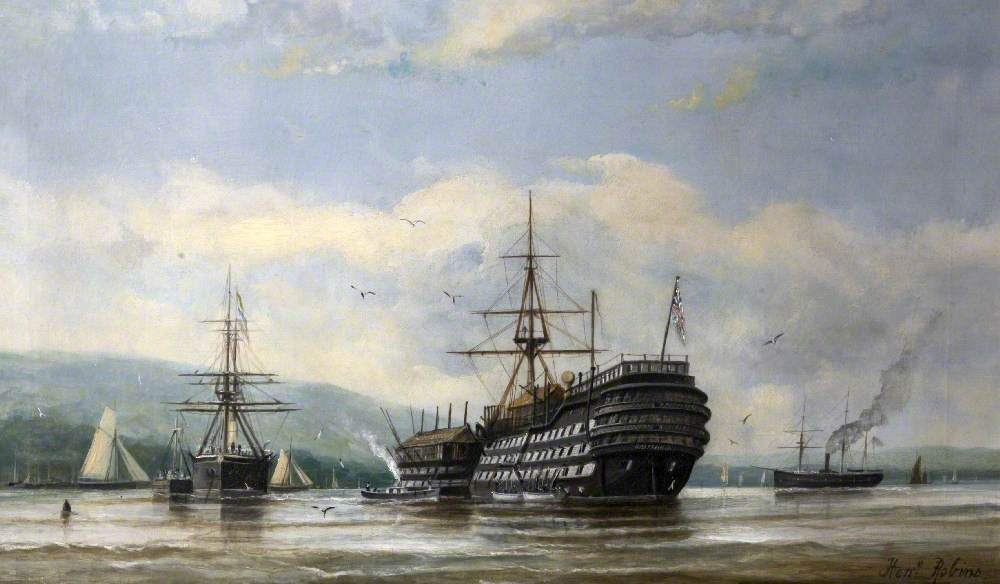
I vascelli Britannia e Hindostan a Dartmouth tra il 1880 e il 1890.

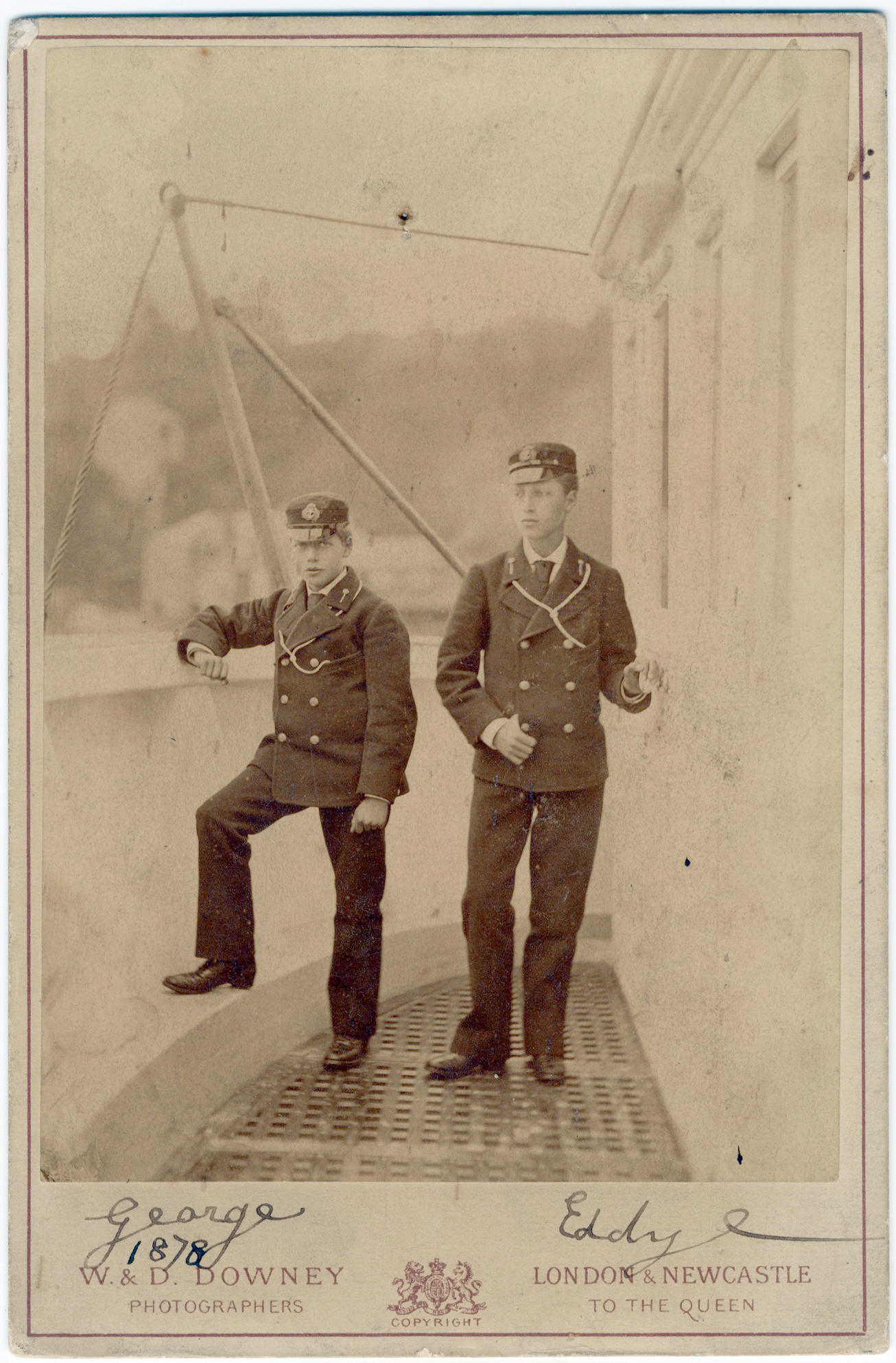
I principi Alberto Vittorio e Giorgio Federico imbarcati come cadetti a bordo della Britannia nel 1878.

Il vascello di primo rango Prince of Wales fu progettato da John Edye e Isaac Watts come unità di classe Queen dal dislocamento di 3.186 tonnellate e armamento su 121 cannoni. 
Il vascello fu impostato a Portsmouth il 10 giugno 1848, sebbene non fosse ordinato formalmente fino al 29 giugno, e il progetto fu approvato il 28 luglio 1848.
Tuttavia nel 1849, la Royal Navy iniziò a ordinare vascelli a elica a partire dallo Agamemnon. La costruzione del Prince of Wales fu quindi sospesa, e poi ripresa per essere completata come nave da battaglia a elica da 121 cannoni il 9 aprile 1856, i lavori di conversione iniziarono il 27 ottobre dello stesso anno.  Le sue quasi gemelle Duke of Wellington e Royal Sovereign furono allungate di 23 piedi a centro nave e 8 piedi nella chiglia, e originariamente si intendeva che sia la Marlborough  che e la Prince of Wales sarebbero state convertite con gli stessi piani, ma furono ulteriormente allungate durante la costruzione.
Sul Prince of Wales  venne installata una macchia a vapore bicilindrica (diametro 82 pollici, corsa 4 piedi) da a singola espansione Penn erogante la potenza di 800 nhp. Il dislocamento sali a 3.994 tonnellate, mentre la lunghezza passò da 64 m e 76,8 m, la larghezza rimase invariata.
Il Prince of Wales fu varato il 25 gennaio 1860 ed eseguì le sue prove in mare nella baia di Stokes il 31 ottobre 1860 senza equipaggio completo. Raggiunse una velocità media di 12,569 nodi (23,293 km/h).
Il vascello fu completata verso la fine della fase non corazzata di una corsa agli armamenti navali tra Gran Bretagna e Francia. Nel 1860 la Royal Navy aveva più navi da battaglia a vapore in legno di quelle necessarie per il suo equipaggiamento in tempo di pace. La prima nave da battaglia corazzata della Royal Navy, la Warrior, fu commissionata nel 1861. Le navi da battaglia a elica non corazzate erano considerate ancora valide all'inizio e alla metà degli anni sessanta del XIX secolo, e diverse nuove navi da battaglia a elica furono commissionate nel decennio successivo.
Nel 1867 i motori della Prince of Wales furono rimossi per poter essere installati sul vascello da 90 cannoni Repulse.
Il 3 marzo 1869 fu ribattezzata Britannia e adibita al servizio come nave scuola per cadetti a Dartmouth, sostituendo la precedente Britannia in quel ruolo. La nave era dotata del solo albero di trinchetto.
Tra coloro che iniziarono la loro carriera navale su di essa ci furono, nel 1877, il futuro ammiraglio e primo lord del mare Rosslyn Wemyss, il principe Alberto Vittorio e suo fratello minore, il futuro re Giorgio V.
Nel settembre 1905 la Royan Navy aprì un college a terra a Dartmouth, che fu chiamato Royal Naval College, Dartmouth. L'istituto di formazione Britannia fu chiuso nello stesso periodo. 
Nel dicembre 1904 venne varata una nuova nave da battaglia  della classe King Edward VII chiamata Britannia fu varata nel dicembre 1904. L'ex Prince of Wales fu ufficialmente dismessa nel settembre 1909, venduta a Garnham il 23 settembre 1914, quindi rivenduta a Hughes Bolckow arrivando a Blyth nel luglio 1916 per essere demolita. Nel 1917 il suo "relitto" fu inciso da Frank Brangwyn in una stampa che può essere vista oggi al Groeningemuseum di Bruges.
La polena della nave, raffigurante il Principe di Galles, sopravvive e può essere vista allo Scottish Maritime Museum di Irvine.

### Annotazioni
1. ↑  Ad esempio, la nuova nave a tre ponti Victoria fu messa in servizio per la prima volta nel 1864, mentre le nuove navi a due ponti Gibraltar e Duncan furono messe in servizio rispettivamente nel 1863 e nel 1864.

### Fonti
1. 1 2  Lyon, Winfield 2004, p. 89.
2. 1 2  Colledge, Warlow 2006, p. 277.
3. ↑  Lambert 1984, p. 122.
4. 1 2 3 4  Lambert 1984, p. 127-128.
5. 1 2 3  Lyon, Winfield 2004, p. 90.
6. ↑  Lyon, Winfield 2004, p. 98.
7. ↑  Lyon, Winfield 2004, p. 182.
8. 1 2 3 4 5  Lyon, Winfield 2004, p. 183.
9. ↑  Lambert 1984, p. 127.
10. ↑  Lord Tweedmouth, First Lord's Statement explanatory of Navy Estimates, 1906-7, 26 February 1906, riprodotto in The Naval Annual 1906, pagina 370.
11. ↑  Lyon, Winfield 2004, p. 49.
12. ↑  Scottish Maritime Museum.